# Municipio de Grey Eagle
El municipio de Grey Eagle (en inglés: Grey Eagle Township) es un municipio ubicado en el condado de Todd en el estado estadounidense de Minnesota. En el año 2010 tenía una población de 638 habitantes y una densidad poblacional de 8,42 personas por km².

## Geografía
El municipio de Grey Eagle se encuentra ubicado en las coordenadas 45°49′14″N 94°42′26″O / 45.82056, -94.70722. Según la Oficina del Censo de los Estados Unidos, el municipio tiene una superficie total de 75.79 km², de la cual 66,08 km² corresponden a tierra firme y (12,8 %) 9,7 km² es agua.

## Demografía
Según el censo de 2010, había 638 personas residiendo en el municipio de Grey Eagle. La densidad de población era de 8,42 hab./km². De los 638 habitantes, el municipio de Grey Eagle estaba compuesto por el 99,37 % blancos, el 0,31 % eran asiáticos, el 0,16 % eran de otras razas y el 0,16 % eran de una mezcla de razas. Del total de la población el 0,31 % eran hispanos o latinos de cualquier raza.